# Гололобовский сельский округ (Зарайский район)
Гололобовский сельский округ — упразднённая административно-территориальная единица, существовавшая на территории Зарайского района Московской области в 1997—2006 годах.
Гололобовский сельский округ был образован 25 июня 1997 года в составе Зарайского района Московской области путём объединения Беспятовского и Новосёлковского с/с. В состав сельского округа вошли селения Алтухово, Беспятово, Борисово-Околицы, Верхнее Вельяминово, Воронино, Гололобово, Замятино, Злыхино, Козловка, Мишино, Нижнее Вельяминово, Новосёлки, Пенкино, Прудки, Старо-Подгороднее и Широбоково.
В ходе муниципальной реформы 2004—2005 годов Гололобовский сельский округ прекратил своё существование как муниципальная единица. При этом все его населённые пункты были переданы в сельское поселение Гололобовское.
29 ноября 2006 года Гололобовский сельский округ исключён из учётных данных административно-территориальных и территориальных единиц Московской области.